# Medaglia del Danubio
La medaglia del Danbubio (detta anche Medaglia della Gloria o Medaglia generale di servizio ottomano) fu una medaglia militare conferita dal sultano Abdülmecid I ai soldati dell'impero ottomano che presero parte alla campagna militare del Danubio nel 1853, all'inizio della guerra di Crimea con la Russia. La medaglia venne successivamente conferita anche per altre campagne minori e per questo venne ridenominata generalmente come "medaglia di servizio".

## Insegne
- La  medaglia consisteva in un disco d'argento riportante sul diritto il tughra del sultano ottomano con la data 1270 (1853 dell'era cristiana), il tutto inscritto in un cerchio circondato da bandiere ottomane, fronde di alloro e sovrastato da una mezzaluna con la stella. Sul retro si trovava al centro la raffigurazione di una stella raggiante a sei punte sotto la quale si trovava un cartiglio con la scritta "Nishani Iftihar" (Ordine della Gloria).
- Il nastro era rosso con una striscia verde per parte.